# Lee Na-eun
Dans ce nom coréen, le nom de famille, Lee, précède le nom personnel.
Lee Na-eun (en coréen : 이나은), née le 5 mai 1999 à Daejeon, est une actrice et chanteuse sud-coréenne.
Elle est ex-membre du girls band sud-coréen April. Outre les activités de son groupe, Naeun a également des rôles dans A-Teen (2018), A-Teen 2 (2019) et Extraordinary You (2019).

## Filmographie
Télévision
- 2017 : My Father is Strange : Bad girl
- 2019 : Hip Hop King - Nassna Street : Song Ha-jin
- 2019 : Extraordinary You : Yeo Joo-da
- 2020 : Twenty-Twenty : Kim Ha Na

Web-séries
- 2018 : A-Teen : Kim Ha-na
- 2019 : A-Teen 2 : Kim Ha-na[1]
- 2019 : I Have a Secret : Kim Ha-na

## Récompenses et distinctions
| Année | Prix                     | Catégorie                   | Nommés            | Résultat |
| ----- | ------------------------ | --------------------------- | ----------------- | -------- |
| 2019  | Brand of the Year Awards | Best Female Actress Idol    | A-Teen            | Victoire |
| 2019  | V Live Awards            | Favorite Web Series Actress | A-Teen 2          | Victoire |
| 2019  | MBC Drama Awards         | Best New Actress            | Extraordinary You | Nommé    |